# Веселий Поділ (Кам'янський район)
Веселий Поді́л — село в Україні, у П'ятихатській міській громаді Кам'янського району Дніпропетровської області.
Населення — 85 мешканців.

## Географія
Село Веселий Поділ розташоване на відстані 1 км від села Пахарівка (Кіровоградська область) і за 1,5 км від села Дмитрівка. По селу протікає висихний струмок з загатою.

## Населення

### Мова
Розподіл населення за рідною мовою за даними перепису 2001 року:
| Мова       | Відсоток |
| ---------- | -------- |
| українська | 91,8 %   |
| молдовська | 5,8 %    |
| білоруська | 1,2 %    |
| російська  | 1,2 %    |

## Інтернет-посилання
- Погода в селі Веселий Поділ

1. ↑  Рідні мови в об'єднаних територіальних громадах України — Український центр суспільних даних